# Saint-Prix (Val-d’Oise)
Saint-Prix egy község Franciaországban. Lakosainak száma 7588 fő (2022. január 1.).

## Földrajza
Saint-Prix Bouffémont, Ermont, Chauvry, Domont, Eaubonne, Montlignon és Saint-Leu-la-Forêt községekkel határos.